# Budowa gwiazdy

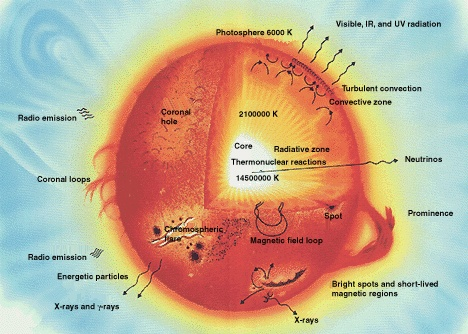
Budowa gwiazdy wielkości Słońca

Budowa gwiazdy – gwiazdy o różnej masie i wieku mają różne struktury wewnętrzne. Modele gwiezdnej struktury opisują szczegółową strukturę wewnętrzną gwiazdy i zawierają szczegółowe prognozy dotyczące jasności, koloru i przyszłej ewolucji gwiazdy. Przez większość czasu gwiazda pozostaje w stanie równowagi między zapadaniem grawitacyjnym a ciśnieniem gazu starającym się przeciwdziałać kolapsowi.
Jednym z modeli gwiazdy w równowadze hydrodynamicznej jest model Newtona gwiazdy. W modelu tym dla kuli gazu o promieniu r źródłem grawitacji jest masa w niej zawarta
{\displaystyle m(r)=4\pi \int \limits _{0}^{r}{r'}^{2}dr'\rho (r').}
Masa ta na powierzchni jest źródłem przyśpieszenia grawitacyjnego
{\displaystyle g(r)=G_{N}{\frac {m(r)}{r^{2}}}.}
Przyjmując sferyczną symetrię gwiazdy, jej element można przedstawić jako wycinek sfery o powierzchni S i grubości dr:
{\displaystyle dV=Sdr.}
Na mały element masy:
{\displaystyle dm=\rho (r)dV=\rho (r)Sdr}
działa siła grawitacji oraz równoważąca ją siła wynikająca z różnicy ciśnień:
{\displaystyle \delta F=g(r)dm=g(r)\rho (r)Sdr,}
{\displaystyle \delta F=F(r+dr)-F(r)=SdP.}
Daje to równania
{\displaystyle {\frac {dP}{dr}}=-G_{N}{\frac {m(r)\rho (r)}{r^{2}}},}
{\displaystyle {\frac {dm}{dr}}=4\pi \rho (r)r^{2}.}

Równania te należy uzupełnić równaniem stanu opisującym zależność ciśnienia od odległości od środka gwiazdy. Ciśnienie panujące w gazie/plazmie określane jest głównie przez temperaturę i gęstość:
{\displaystyle P=P(\rho ,T).}
Przy zadanych warunkach początkowych (np. gęstość ρc w centrum gwiazdy) jest to układ równań różniczkowych, którego rozwiązanie da rozkład masy w gwieździe m(r), gęstości ρ(r) czy ciśnienia P(r). Znikanie ciśnienia P(R)=0 dla r=R wyznacza promień gwiazdy R a M=m(R) masę gwiazdy.
Równania te należy uzupełnić równaniami opisującymi wytwarzanie i transport energii w gwieździe. W wyniku reakcji syntezy termojądrowej w warstwie odległej o r od centrum gwiazdy produkowana jest gęstość energii ε(r)=ρ(r) pm w jednostce czasu (gęstość mocy promieniowania). pm jest mocą promieniowaną przez jednostkową masę. Na powierzchni sfery 4πr² wysyłane jest promieniowanie jasność, którego jest równa L(r). Moc promieniowania produkowanego przez warstwę między promieniem r i r+dr jest równe 4πr2ε(r). Promieniowanie to daje jasność dL. Bilans energetyczny daje więc równanie:
{\displaystyle {\frac {dL}{dr}}=4\pi r^{2}\epsilon (r)=4\pi r^{2}\rho (r)p_{m}.}
Płynący z wnętrza strumień energii jest konsekwencją różnicy temperatur
{\displaystyle j(r)=-K{\frac {dT}{dr}},}
gdzie K jest przewodnictwem cieplnym ośrodka (plazmy). Wysyłane promieniowanie przez sferę o promieniu r wywołane jest przez strumień energii
{\displaystyle L(r)=4\pi r^{2}j(r).}
Rozkład temperatury T(r) i promieniowania gwiazdy L(r) opisany jest więc dodatkowymi równaniami różniczkowymi:
{\displaystyle K{\frac {{\mbox{d}}T}{{\mbox{d}}r}}=-{\frac {L}{4\pi r^{2}}},}
{\displaystyle {\frac {{\mbox{d}}L}{{\mbox{d}}r}}=4\pi r^{2}\epsilon (r)=4\pi r^{2}\rho (r)p_{m}.}
Przewodnictwo cieplne w gwieździe nie jest stałe. Zależy ono silnie od mechanizmu transportu energii, od temperatury i gęstości wewnątrz gwiazdy.
Równania gwiazdy należy więc uzupełnić równaniem na przewodnictwo cieplne ośrodka
{\displaystyle K=K(\rho ,T).}
Jeżeli przewodnictwo cieplne zdominowane jest przez promieniowanie (gaz fotonowy) to:
{\displaystyle K={\frac {4}{3}}c\lambda aT^{3},}
gdzie σ=a c/4 jest współczynnikiem występującym w prawie Stefana-Boltzmanna (promieniowanie ciała doskonale czarnego), a
{\displaystyle \lambda ={\frac {1}{\rho \kappa }}}
jest średnią drogą swobodną fotonu w plazmie, κ jest współczynnikiem nieprzeźroczystości ośrodka.
W plazmie gwiazdy gdzie dominuje gaz elektronowy droga swobodna fotonu zależy od gęstości elektronów ne i przekroju czynnego σe na rozpraszanie fotonów na elektronach (rozpraszanie Thomsona)
{\displaystyle \lambda ={\frac {1}{\rho \kappa }}={\frac {1}{n_{e}\sigma _{e}}}.}
Dla przykładu, we wnętrzu Słońca dla gęstości 104 kg m−3 średnia droga fotonu wynosi około 10−5 m. Wnętrze gwiazdy nie jest przezroczyste dla fotonów, staje się przezroczyste dopiero w warstwie między Rγ=R-λ(Rγ) a promieniem gwiazdy R gdzie droga swobodna fotonów jest większa od rozpraszającej warstwy plazmy. Promień Rγ nazywamy promienień fotosfery (fotosfera). Jest to widoczny promień np. Słońca. Droga swobodna neutrin w większości gwiazd jest większa niż promień gwiazdy (wyjątkiem jest młoda gwiazda neutronowa). Neutrina niosą więc informację z samego centrum gwiazdy gdzie zachodzą reakcje syntezy jądrowej.